# Raja rhina
Raja rhina és una espècie de peix de la família dels raids i de l'ordre dels raïformes.

## Morfologia
- Els mascles poden assolir 140 cm de longitud total.[2][3]

## Reproducció
És ovípar i els ous tenen com a banyes a la closca.

## Hàbitat
És un peix marí i d'aigües profundes (61°N-22°N, 165°W-110°W) que viu entre 9-1.069 m de fondària.

## Distribució geogràfica
Es troba a l'oceà Pacífic oriental: des de la Mar de Bering i Alaska fins a l'Illa Cedros (Baixa Califòrnia, Mèxic).

## Observacions
És inofensiu per als humans.